# Chapelle Sainte-Anne de Tigné
La chapelle Sainte-Anne est une chapelle située à Tigné, en France.

## Localisation
La chapelle est située dans le département français de Maine-et-Loire, sur la commune de Tigné.

## Historique
Cette chapelle, datant du XIIe siècle, est dédiée à sainte Anne. Elle est remaniée au XVIIe siècle.
L'édifice est inscrit au titre des monuments historiques en 1926.